# Lista dos duques de Wolów
Esta é uma lista dos duques de Wolów, pertencente a Olésnica.

## Dinastia Piast
| # | Nome        |  | Início do governo | Fim do governo | Cognome(s) | Notas                                              |
| - | ----------- |  | ----------------- | -------------- | ---------- | -------------------------------------------------- |
| 1 | Conrado I   |  | 1449              | 1450           | O Branco   |                                                    |
| 2 | Conrado II  |  | 1450              | 1452           | O Negro    | Governa com Conrado III.                           |
| 3 | Conrado III |  | 1450              | 1489           | O Branco   | Governa pela primeira vez. Governa com Conrado II. |

## Casa de Hunyadi
| # | Nome           |  | Início do governo | Fim do governo     | Cognome(s) | Notas                    |
| - | -------------- |  | ----------------- | ------------------ | ---------- | ------------------------ |
| 4 | Matias Corvino |  | 1489              | 6 de Abril de 1490 |            | Rei da Boémia e Hungria. |

## Dinastia Piast
| # | Nome        |  | Início do governo  | Fim do governo         | Cognome(s) | Notas                     |
| - | ----------- |  | ------------------ | ---------------------- | ---------- | ------------------------- |
| 3 | Conrado III |  | 6 de Abril de 1490 | 21 de Setembro de 1492 | O Branco   | Governa pela segunda vez. |
| 5 | Casimiro    |  | 1493               | 13 de Dezembro de 1528 |            | Também duque de Cieszyn.  |

## Casa de Poděbrady
| # | Nome     |  | Início do governo | Fim do governo | Cognome(s) | Notas |
| - | -------- |  | ----------------- | -------------- | ---------- | ----- |
| 6 | Carlos I |  | 1504              | 1517           |            |       |

## Dinastia Piast
| #  | Nome              |  | Início do governo      | Fim do governo         | Cognome(s) | Notas                            |
| -- | ----------------- |  | ---------------------- | ---------------------- | ---------- | -------------------------------- |
| 7  | João              |  | 1517                   | 27 de Março de 1532    | O Bom      |                                  |
| 8  | Frederico         |  | 27 de Março de 1532    | 17 de Setembro de 1547 | O Grande   |                                  |
| 9  | Jorge             |  | 17 de Setembro de 1547 | 7 de Maio de 1586      | O Piedoso  |                                  |
| 10 | Joaquim Frederico |  | 7 de Maio de 1586      | 25 de Março de 1602    |            | Governa com João Jorge até 1592. |
| 11 | João Jorge        |  | 31 de Maio de 1536     | 6 de Julho de 1592     |            | Governa com Joaquim Frederico.   |

União a Brzeg: 1602-1654
| #  | Nome      |  | Início do governo       | Fim do governo          | Cognome(s) | Notas                |
| -- | --------- |  | ----------------------- | ----------------------- | ---------- | -------------------- |
| 12 | Cristiano |  | 1654                    | 28 de Fevereiro de 1672 |            |                      |
| 13 | Luísa     |  | 28 de Fevereiro de 1672 | 25 de Abril de 1680     |            | Esposa de Cristiano. |